# Вести (ТВ канал)
Вести је српски обавештајни кабловски телевизијски, канал, са седиштем на адреси Незнаног јунака 1, Београд. Власник канала је подружница Pink International Company предузећа Pink Media Group.
ТВ канал је покренут 30. априла 2013. под именом Пинк 3, 20. априла 2015. мења име у Пинк 3 инфо, а име Вести почиње са употребом од 15. фебруара 2021. у 8 часова.
На каналу се емитују емисије познатих новинара и водитеља, попут Срђана Предојевића, Душице Спасић и Ксеније Вучић.

## Емисије
- Вести са Срђаном Предојевићем (радним даном у 20:00)
- Вести са Душицом Спасић (радним даном у 15:30)
- Историјска вртешка (историјско-политички квиз, сваки дан у 18:10)
- Одмотавање (понедељком, уторком, четвртком, петком и недељом у 22:00)
- Правац (средом и суботом у 22:00)
- Црна хроника
- Наслеђе
- Србија у покрету

Осим наведених ауторских емисија, на каналу се сваког дана емитују и емисије вести у трајању од 10 минута до 2 сата у терминима: 08:00, 09:50, 10:30, 13:45, 15:00, 18:00, 19:00, 23:00.